# Seth Bremberg
Seth Emil Bremberg född 14 november 1899 i Karlstad, död 25 november 1963 i Stockholm, var en svensk redaktör och författare, vars verksamhet i huvudsak var knuten till skämttidningarna Grönköpings Veckoblad och Söndagsnisse-Strix. Som Grönköpingsförfattare använde han pseudonymen Ada A:son Susegård .

## Biografi
Föräldrar var järnhandlaren Carl Bremberg och Berta Juringius. Han avlade studentexamen 1918 och studerade sedan humanistiska ämnen vid Stockholms högskola 1918–1921. Under studenttiden medverkade han i studenttidningar och var bland annat redaktör för studentkårens tidning Gaudeamus.
Bremberg debuterade i Grönköpings Veckoblad 1924. Från 1931 och fram till sin död lät han under pseudonymen Ada A:son Susegård ge ut en lång rad böcker med bidrag hämtade ur veckobladet. Han blev redaktör och ansvarig utgivare för tidskriften 1942, varvid han efterträdde grundaren Hasse Zetterström, och kvarstod fram till sin död 1963. 
Han var vidare redaktör och ansvarig utgivare för Söndagsnisse-Strix från 1943 till nedläggningen 1955 och från 1944 medarbetade han i drygt tio år även i Stockholmstidningen. Utanför Grönköpingssfären skrev han bl.a. under pseudonymerna Ankapetus, Père Noble och Måndags-Nils.
Hösten 1925, alltså året efter Brembergs debut, skrev Nils Hasselskog (1892–1936) sitt första bidrag till Grönköpings Veckoblad. Hasselskog var den originelle och litterärt framstående författaren, medan Bremberg skrev  i den tradition som fortfarande är tidningens huvudlinje - ironiska kommentarer till dagsaktuella händelser. Att de båda medarbetade under samma tid har gjort att Brembergs insatser lätt kommit i bakgrunden. Beskrivningen av Grönköpings politiker under Brembergs tid har emellertid analyserats av Martin Åberg i Politikern i svensk satir 1950–2000. Brembergs författarskap i övrigt synes vara obeskrivet.
Bland de invånare i Grönköping som tillkommit med Brembergs medverkan märks
- Ada A:son Susegård, legitimerad författarinna och hemkonsulent.
- Stig Berglund, som tog studenten i Hjo, kulturdoktor
- Gördis "Flabbs" Brunander, sångerska. Alice Babs, som slog igenom 1940,  var förebilden.
- Wilhelmina Unill, kristidschefska, senare socialchefska. Lokala kristidsnämnder existerade i Sverige 1939-1949 och så även i Grönköping. De ansvarade bland annat för utdelning av ransoneringskort.

Ovannämnda figurer tillhör Grönköpings fasta persongalleri, men förekommer inte i de texter, som Nils Hasselskog publicerade i eget namn. För Susegård, som var Brembergs egen pseudonym, är sambandet med denne uppenbar och de två andra damerna tillkom efter att Hasselskog avlidit 1936 och Bremberg, om än inte redaktör, kunde räknas som Veckobladets huvudförfattare. Även Stig Berglund, som tillkom under andra hälften av 1930-talet, är sannolikt skapad av Bremberg.

### Under eget namn
- Min blandning : historietter och kåserier. Stockholm: B. Wahlström. 1936. Libris 1362177
- Transpirationer och annan vers från Grönköping : antologi / med inledning av Seth Bremberg. Stockholm: Wahlström & Widstrand. 1958. Libris 1282095
- Pressgrannar i Grönköpings veckoblad under 60 år / valda och med inledning av Seth Bremberg. Stockholm: Norstedt. 1962. Libris 1206839

### Som Ada A:son Susegård
- Fröken Sophie Liljedotters memoarer såsåom hon skildrat dem i Grönköpings Veckoblad. Stockholm: B. Wahlström. 1931. Libris 1368829
- Grönköping på 8 dagar : handbok för resande. Stockholm: Söndagsnisse-Strix. 1931. Libris 1368831
- Grönköpings takt & ton. Stockholm: B. Wahlström. 1932. Libris 1368833
- Grönköping just nu : aktuella spörsmål och händelser från Grönköping med omnejd. Stockholm: B. Wahlström. 1933. Libris 1368830
- Grönköping tur & retur : en titt på stan. Stockholm: B. Wahlström. 1934. Libris 1368832
- Bussen går till Grönköping : 1935 års stora turistresa till Sveriges populäraste stad  : med alla sensationer och sevärdheter förevisade. Stockholm: B. Wahlström. 1935. Libris 1368828
- Från Grönköping med omnejd : en årsrevy. Stockholm: B. Wahlström. 1936. Libris 1379429
- Vad nytt i Grönköping? : en årskrönika. Stockholm: B. Wahlström. 1937. Libris 1379430
- Dagsnyheter från Grönköping. Stockholm: Wahlström & Widstrand. 1940. Libris 677408
- Grönköpings jubileumskalender. Stockholm: Wahlström & Widstrand. 1941. Libris 1459267
- Jag minns mitt Grönköping. Stockholm: Wahlström & Widstrand. 1942. Libris 1459270
- Borgmästare Mårten Sjöqvist och hans tid : 1902-1924 : en bokfilm. 1943. Libris 11769976
- Grönköpingsrevyn. Stockholm: Wahlström & Widstrand. 1943. Libris 1459268
- Ur Grönköpings historia : borgmästare Mårten Sjöqvist och hans tid 1902-1924  : en bokfilm. Stockholm: Wahlström & Widstrand. 1943. Libris 344985
- Grönköpings riksblandning : en årsrevy. Stockholm: Wahlström & Widstrand. 1944. Libris 675506
- A.B. Grönköpingssystemet : en årsrevy. Stockholm: Wahlström & Widstrand. 1945. Libris 1459264
- Här är Grönköping! : en aktuell revy. Stockholm: Wahlström & Widstrand. 1946. Libris 1459269
- Eau-de-Grönköping : tappat och förskuret. Stockholm: Wahlström & Widstrand. 1947. Libris 1459265
- Det törstiga grönköpingsstoet (Balder) : aktuell revy. Stockholm: Wahlström & Widstrand. 1948. Libris 675639
- Fullständiga riktigheter från Grönköping. Stockholm: Wahlström & Widstrand. 1949. Libris 1459266
- Årets Grönköpingsmust : aktuell jubileumsrevy. Stockholm: Wahlström & Widstrand. 1950. Libris 1459271
- Grönköpings jubileumskarusell. Stockholm: Wahlström & Widstrand. 1951. Libris 1467227
- Grönköping leder i heltid : aktuell årsrevy. Stockholm: Wahlström & Widstrand. 1952. Libris 675634
- Grönköping framför allt : aktuell årsrevy från 2700:e jubileumsåret sammanställd. Stockholm: Wahlström & Widstrand. 1953. Libris 1467226
- Timmen Gr-k:p-ng : aktuell revy från Grönköping. Stockholm: Wahlström & Widstrand. 1954. Libris 1467229
- Grönköpings vänliga fönster : aktuell revy från Grönköping. Stockholm: Wahlström & Widstrand. 1955. Libris 1467228
- Skaffa fisken luft : aktuell grönköpingsrevy. Stockholm: Wahlström & Widstrand. 1956. Libris 1789983
- Grönköpings tittskåp : aktuell revy. Stockholm: Wahlström & Widstrand. 1957. Libris 2364278
- Drömresa till Grönköping : aktuell revy  : design. Stockholm: Wahlström & Widstrand. 1959. Libris 1710973
- Hälsning från Grönköping : en revy. Stockholm: Norstedt. 1961. Libris 1710981
- Aktuellt från Grönköping med omnejd : en revydesign. Stockholm: Norstedt. 1963. Libris 1206838